# القعمة (ذمار)

تعديل مصدري - تعديل

القعمه هي إحدى قرى عزلة منقذة بمديرية مدينة ذمار التابعة لمحافظة ذمار، بلغ تعداد سكانها 1,641 نسمة حسب تعداد اليمن لعام 2004.